# Nathalie Lassen
Natalie U. Lassen (født 1994) er en dansk atlet medlem af Aabenraa Idræts- og Gymnastikforening.
Natalie U. Lassen vandt som 17-årig sølv ved inde-DM på 3000 meter 2011. Hun trænes af Poul Beck.

## Danske mesterskaber
- Bronze 2011 3000 meter-inde 10,30,08